# Třída Diponegoro
Třída Diponegoro je třída korvet indonéského námořnictva. Jedná se o plavidla nizozemské modulární konstrukce typové řady SIGMA (obdoba německé rodiny válečných lodí MEKO), postavené ve verzi Sigma 9113. Postaveny byly celkem čtyři jednotky této třídy, zařazené do služby v letech 2007–2009.

## Stavba

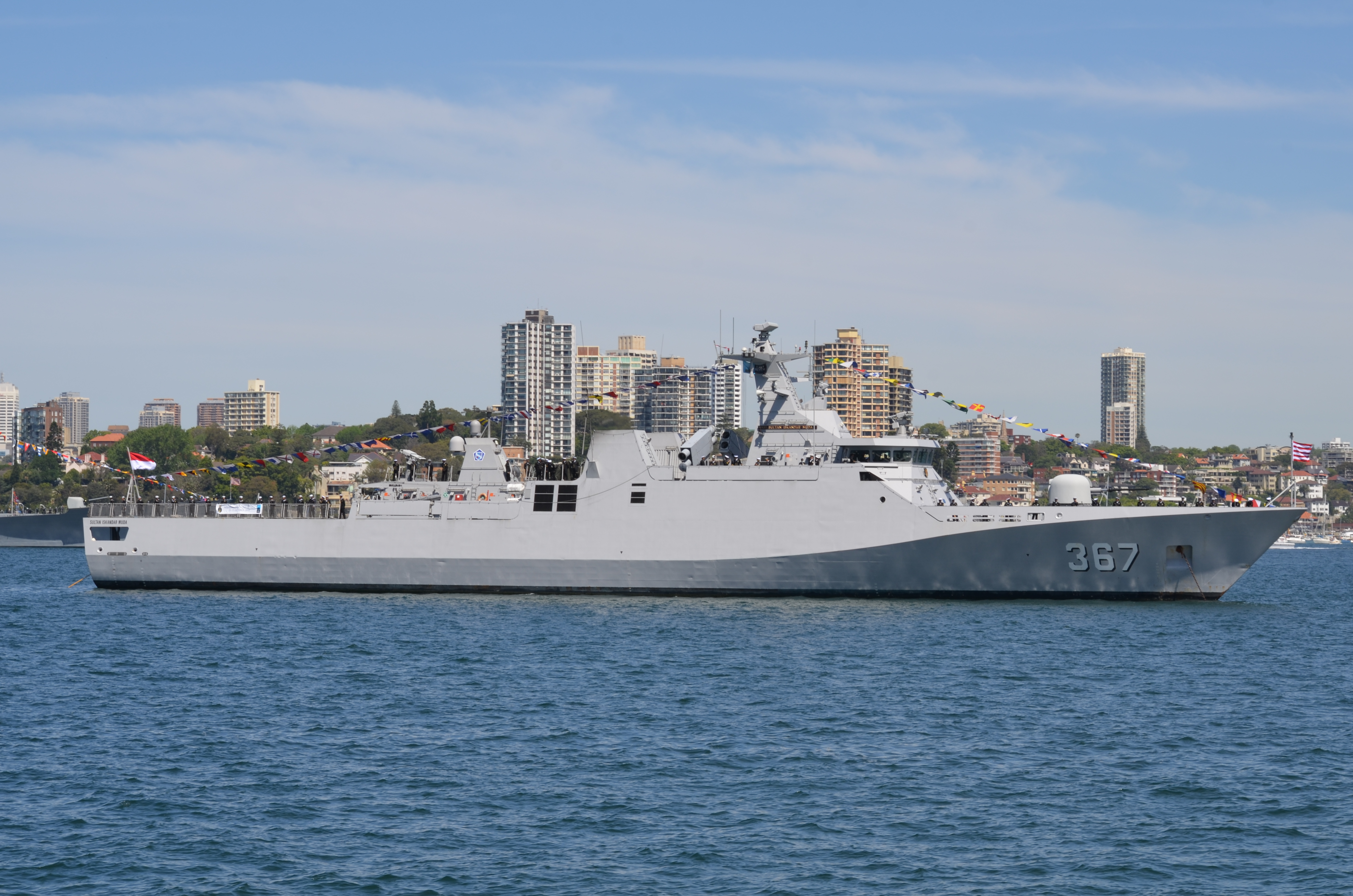
Sultan Iskandar Muda (367)

Čtveřice plavidel byla objednána v roce 2004. Všechny čtyři jednotky této třídy postavila nizozemská loděnice Damen Schelde Naval Shipbuilding ve Vlissingenu. Korvety byly pojmenovány Diponegoro (365), Sultan Hasanuddin (366), Sultan Iskandar Muda (367) a Frans Kaisiepo (368).
Jednotky třídy Diponegoro:
| Jméno                      | Založení kýlu    | Spuštěna           | Vstup do služby    | Status   |
| -------------------------- | ---------------- | ------------------ | ------------------ | -------- |
| Diponegoro (365)           | 24.. března 2005 | 16. září 2006      | 5. července 2007   | Aktivní. |
| Sultan Hasanuddin (366)    | 24.. března 2005 | 16. září 2006      | 24. listopadu 2007 | Aktivní. |
| Sultan Iskandar Muda (367) | 8. května 2006   | 24. listopadu 2007 | 18. října 2008     | Aktivní. |
| Frans Kaisiepo (368)       | 8. května 2006   | 28. června 2008    | 7. března 2009     | Aktivní. |

## Konstrukce

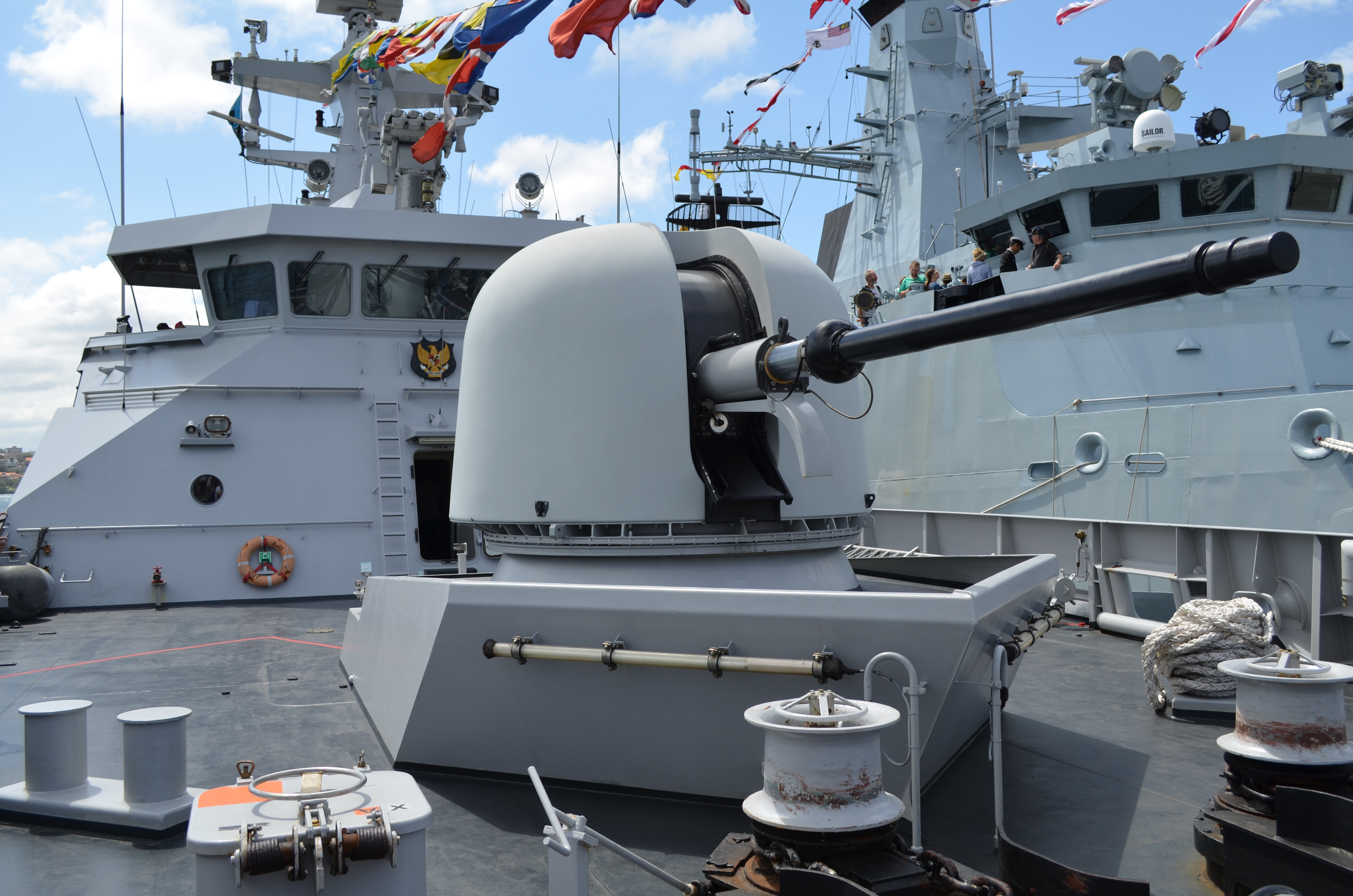
76mm kanón korvety Sultan Iskandar Muda (367)

Hlavňovou výzbroj korvet tvoří jeden dvouúčelový 76mm kanón Oto Melara Super Rapid v dělové věži na přídi a dva 20mm kanóny Denel Vektor G12. Údernou výzbroj představují čtyři protilodní střely MM.40 Exocet umístěné na střeše nástavby. K obraně proti nebezpečí ze vzduchu plavidla nesou dvě čtyřnásobná vypouštěcí zařízení Tetral pro protiletadlové řízené střely velmi krátkého dosahu Mistral. K ničení ponorek slouží dva trojhlavňové 324mm protiponorkové torpédomety B515. Korvety jsou vybaveny bojovým řídícím systémem TACTICOS, 3D radarem Thales MW08, systémem řízení palby LIROD Mk2 a trupovým sonarem Kingklip. Na zádi jsou vybaveny přistávací plochou, umožňující operace jednoho vrtulníku střední kategorie. Pohonný systém tvoří dva diesely SEMT Pielstick 20PA6B STC, roztáčející dva lodní šrouby. Nejvyšší rychlost dosahuje 28 uzlů.

## Operační služba

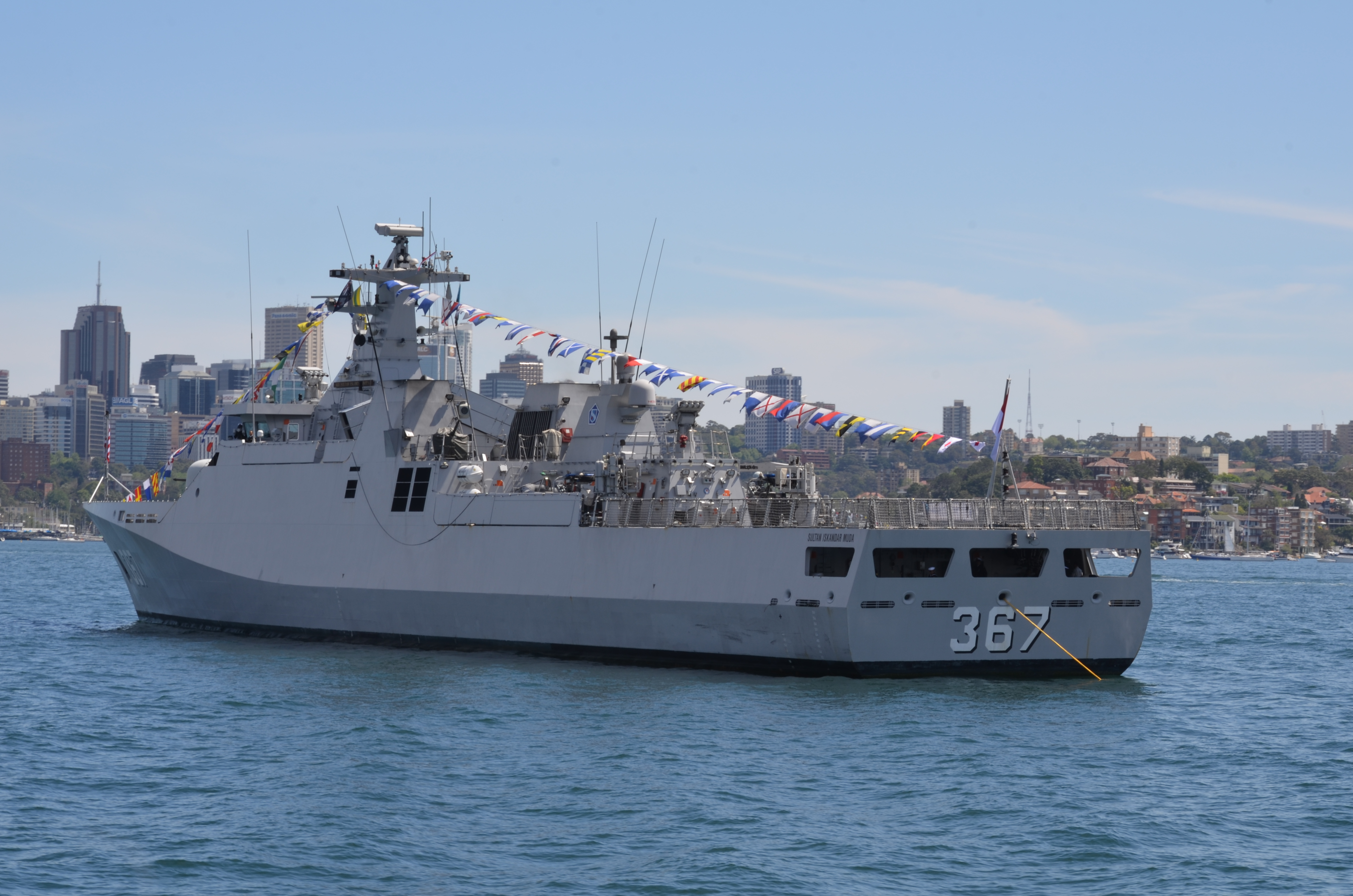
Sultan Iskandar Muda (367)

V dubnu 2010 byla korveta Frans Kasiepo nasazena v  Libanonu v rámci mise Organizace spojených národů UNIFIL.